# Benjamín González Rodríguez
Benjamín González Rodríguez (Santa Colomba de Sanabria, Zamora, 1947 - La Coruña, 30 de junio de 2013) fue un sociólogo español especializado en técnicas de investigación social que ejerció los últimos años de su vida profesional como catedrático de sociología en la Facultad de Sociología de la Universidad de La Coruña.

## Biografía
Tras realizar sus primeros estudios en su pueblo natal, acude al seminario de Astorga, donde completa sus estudios. Doctor en psicología por la Universidad de Granada y en Sociología por la Universidad de Yale, en los Estados Unidos. A partir de 1981 comienza a trabajar en la Consejería de Sanidad de la Comunidad de Madrid, Administración a la que servirá hasta 1987. En 1989 pasa a impartir clases de sociología en la Facultad de Ciencias Políticas y Sociología de la Universidad Complutense de Madrid, de donde sale en 1995 para su último destino profesional, destino al que llega acompañado de su mujer, la también socióloga de origen segoviano Amparo Almarcha Barbado. 
Decano de la Facultad en La Coruña entre 1997 y 1999, fue autor de varias obras de carácter científico relacionado con la medicina y con la calidad. 

## Libros publicados
- El capital humano en el sector sanitario. La distribución de los médicos en España (CIS, 1979)
- Pautas de cambio social y natalidad en la Comunidad de Madrid (UCM, 1992)

## Investigaciones realizadas
- La percepción social del riesgo derivado del almacenamiento de residuos radiactivos (ENRESA, 2000)
- Estudio y análisis de los niveles de formación/información de la población española sobre residuos radiactivos en municipios nucleares y no nucleares (ENRESA, 2002)
- Diseño e implementación de un sistema de información social de Galicia (Ministerio de Ciencia y Tecnología, 2004)
- El ciudadano como usuario de los servicios públicos: diseño de indicadores e índices de satisfacción (Ministerio de Educación, 2009)